# HCMOS

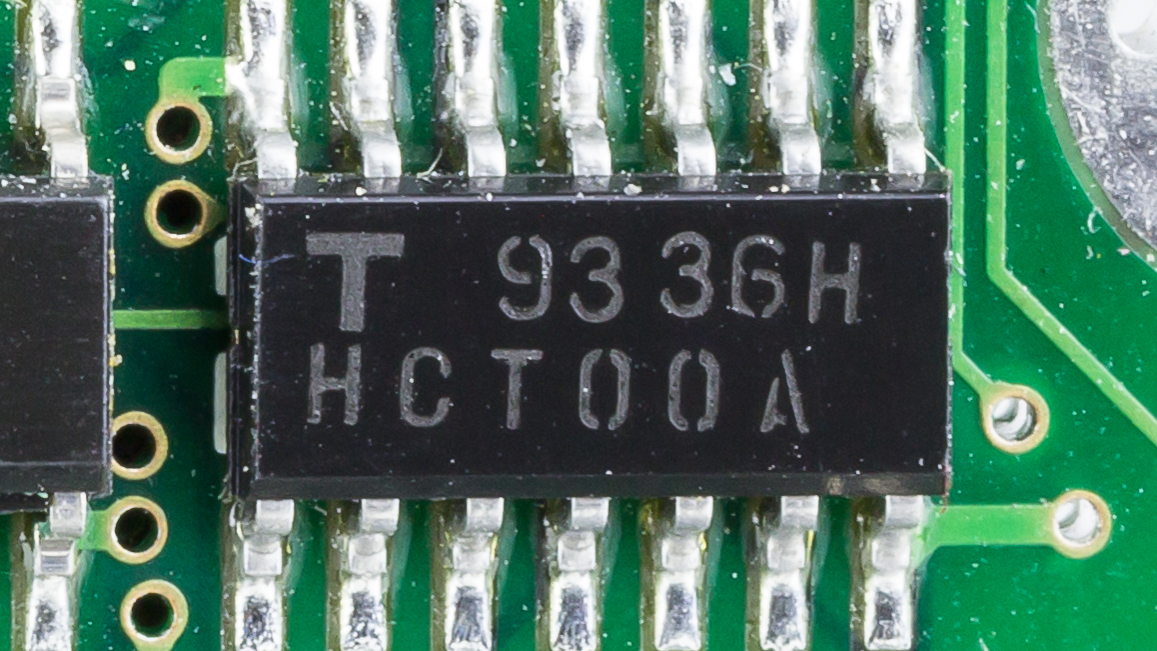
Toshiba HCT00A - Portes NAND

HCMOS ("CMOS d'alta velocitat") és el conjunt d'especificacions per a les característiques i característiques elèctriques, formant la família 74HC00, una part de la sèrie 7400 de circuits integrats.
La família 74HC00 va seguir, i va millorar, la sèrie 74C00 (que va proporcionar una família lògica CMOS alternativa a la sèrie 4000 però va conservar l'esquema de números de peça i els pinouts de la sèrie 7400 estàndard (especialment la sèrie 74LS00).
Algunes especificacions inclouen:
- Tensió d'alimentació de CC
- Interval de tensió d'entrada de CC
- Interval de voltatge de sortida de CC
- temps de pujada i baixada d'entrada
- temps de pujada i baixada de la producció

HCMOS també significa CMOS d'alta densitat. El terme es va utilitzar per descriure microprocessadors, i altres circuits integrats complexos, que utilitzen processos de fabricació més petits, produint més transistors per àrea. El Freescale 68HC11 és un exemple de microcontrolador HCMOS popular.

## Variacions
- HCT significa CMOS d'alta velocitat amb voltatges lògics transistor-transistor. Aquests dispositius són similars als tipus HCMOS, excepte que funcionaran a tensions d'alimentació TTL estàndard i nivells d'entrada lògica. Això permet substitucions directes de CMOS compatibles pin a pin per reduir el consum d'energia sense pèrdua de velocitat.
- HCU significa CMOS d'alta velocitat sense buffer. Aquest tipus de CMOS no conté buffer i és ideal per a cristalls i altres oscil·ladors ceràmics que necessiten linealitat.
- VHCMOS, o AHC, significa CMOS d'alta velocitat o CMOS avançat d'alta velocitat. El temps de retard de propagació típic és entre 3 ns i 4 ns. La velocitat és similar a la del transistor Schottky bipolar TTL.
- AHCT significa CMOS avançat d'alta velocitat amb entrades TTL. El temps de retard de propagació típic és entre 5 ns i 6 ns.[4]